# Тайри, Энди
Энди Тайри (англ. Andy Tyrie; 5 февраля 1940, Белфаст — 16 мая 2025) — североирландский лоялистский политик и боевик, активный участник Ольстерского конфликта с протестантской стороны. Председатель Ассоциации обороны Ольстера (UDA) в 1973—1988 годах. Активизировал публичную политику UDA, укрепил силовую структуру организации. Перешёл на позиции ольстерского национализма, выступал за независимость Северной Ирландии. На этой почве конфликтовал с юнионистскими политиками. Оставил руководство UDA после покушения на его жизнь.

## Происхождение и семья
Родился в многодетной шотландо-ирландской протестантской семье. Отец Энди Тайри был отставным военным, мать — швеёй-мотористкой. После школы Энди Тайри работал садовником в городском совете Белфаста.
В 1969 году семья была вынуждена сменить район проживания под давлением ирландских католических соседей. Этот факт сыграл важную роль в формировании мировоззрения Энди Тайри. Он проникся лоялистской и оранжистской идеологией, враждебностью к ирландским католикам-республиканцам.

## Протестантский боевик
В 1967 году Энди Тайри вступил в Ольстерские добровольческие силы (UVF). Вскоре, однако, вышел из UVF, поскольку посчитал, что организация недостаточно эффективно защищает протестантов от нападений ИРА. В 1969 году он примкнул к районной Ассоциации обороны Шанкилла (SDA).
С 1971 года SDA объединилась с несколькими аналогичными структурами в Ассоциацию обороны Ольстера (UDA) под председательством Чарльза Хардинга Смита. Энди Тайри состоял в Бригаде Западного Белфаста. Участвовал в столкновениях с республиканскими боевиками. Обладал политическим авторитетом в среде ольстерских юнионистов.

## Председатель UDA

### Достижение лидерства
В марте 1973 года Энди Тайри был избран председателем UDA — в качестве компромиссной фигуры между группировками Чарльза Хардинга Смита и бригадира Восточного Белфаста Томми Херрона. Полгода спустя при невыясненных обстоятельствах (предположительно — людьми Хардинга Смита) был убит Херрон. Хардинг Смит рассчитывал руководить UDA «из-за спины» Тайри, но новый председатель оказался эффективным организатором и самостоятельным политиком.
В ноябре 1974 года Тайри решил посетить Ливию во главе делегации UDA. Это вызвало резкий протест Хардинга Смита, который напоминал о связях Временной ИРА с Каддафи. Конфликт принял жёсткие формы. В декабре 1974 Хардинг Смит объявил об автономии бригады Западного Белфаста. Через несколько дней на него было совершено покушение. Когда он находился в больнице, Тайри собрал совещание силовиков UDA и убедил их осудить Хардинга Смита за раскольнические действия.
Спустя короткое время на Хардинга Смита было совершено повторное покушение. После его выхода из больницы доверенный боевик Тайри Дэви Пэйн настоял на отлёте Хардинга Смита в Англию. Энди Тайри остался единоличным лидером UDA.

### Политический курс
Энди Тайри сыграл видную роль в майской забастовке Совета рабочих Ольстера 1974 года. Его опорой стали юнионистские профсоюзные активисты, типа Сэмми Смита. UDA организовала передвижения и охрану забастовочных пикетов. Это резко повысило авторитет Ассоциации и её председателя.
Забастовка велась в тесном альянсе UDA c другими юнионистскими организациями. Но Энди Тайри отстаивал политическую независимость UDA. После её завершения Тайри дистанцировался от своих авторитетных союзников — пастора Иана Пэйсли и лидера Ольстерской юнионистской партии (UUP) Гарри Уэста. UDA выступала в блоке с Авангардной прогрессивной юнионистской партией Уильяма Крейга (VPUP), но Энди Тайри отказался вступить в «большую коалицию» с VPUP, UUP и Демократической юнионистской партией.
Такая позиция Тайри, преследовавшего интересы прежде всего своей организации, в начале 1980-х привела к изоляции UDA в юнионистском движении. В 1982 году Тайри в своих публикациях уже прямо нападал на Пэйсли, старавшегося интегрировать все протестантско-лоялистские группы. Особенно резко Тайри критиковал Пэйсли за претензии на политическое руководство парамилитарными формированиями.
В 1978 году Энди Тайри учредил при UDA своего рода «мозговой трест» — Новую ольстерскую группу политических исследований (NUPRG). Перед этой структурой была поставлена задача разработать доктрину ольстерского юнионизма, отличную от доминировавших в протестантской среде концепций Иана Пэйсли. Однако ничего принципиально альтернативного разработать не удалось.
В 1987 году Энди Тайри и командир Бригады Южного Белфаста Джон Макмайкл выступили основными авторами меморандума NUPRG Здравый смысл: Северная Ирландия — процесс соглашений. В этом документе выдвигался план конституционной конференции и политического устройства Ольстера на основе «единства в многообразии»: гарантии прав католиков при явном преобладании протестантского большинства. В декабре того же года Макмайкл был убит боевиками Временной ИРА под командованием Шона Сэвиджа.

### Военизированная составляющая
Энди Тайри неоднократно высказывался против безадресных терактов и убийств «таксистов-католиков и магазинных сторожей». Задачей UDA он называл «террор против террористов». Тайри требовал направлять силовые акции чётко против ирландских боевиков, не задевая непричастных людей. При этом он осуждал криминальные проявления со стороны активистов UDA — в частности, рэкет, особенно распространённый во времена Томми Херрона. Однако Тайри давал понять, что руководство не может уследить за действиями каждого своего боевика.
Тайри укрепил боевые группы за счёт объединения потенциалов UDA и организации Бойцы за свободу Ольстера (UFF) Джона Макмайкла. Бригада Макмайкла совершила несколько «знаковых» убийств ирландских активистов. К 1979 году Макмайкл выдвинулся как «наиболее эффективный стратег UDA», курировавший силовые структуры и NUPRG.
При решающем участии Макмайкла в UDA было создано элитное подразделение Силы обороны Ольстера (UDF). Боевики проходили профессиональную подготовку. Активисты с опытом британской армейской службы обучали их стрельбе, обращению с взрывчаткой, рукопашному бою, военной тактике, ведению допросов и психологической войне.
В 1982 году Энди Тайри был арестован Королевской полицией Ольстера по подозрению в подготовке терактов, но освобождён за недостаточностью улик.

## Уход с руководства
Энди Тайри под влиянием Джона Макмайкла постепенно эволюционировал от британского лоялизма к ольстерскому национализму. Это вызывало недовольство убеждённых юнионистов, составлявших большинство UDA. Кроме того, Тайри подвергался критике за чрезмерное увлечение публичной политикой, в ущерб боевым акциям.
Позиции Тайри оказались дополнительно подорваны в начале 1988 года, когда Дэви Пэйн был задержан полицией с партией оружия. Сам Тайри едва не погиб в результате теракта 6 марта 1988 года. В попытке убийства он подозревал сподвижников по UDA.
Через пять дней после покушения Энди Тайри объявил об отставке с поста председателя UDA.

## Деятельность после UDA
Оставив руководство UDA, Энди Тайри занялся бизнесом в Дауне. Он прекратил активную политическую деятельность, но сохранил авторитет в UDA и время от времени высказывался по делам Ассоциации.
Состоял в Ольстерской демократической партии, выступающей за независимость Северной Ирландии. Поддержал Белфастское соглашение 1998 года. Тайри охарактеризовал достигнутые договорённости как реализацию идей, выдвинутых в своё время им самим и Джоном Макмайклом. В 2012 году Энди Тайри учредил аналитический центр своего имени.
Скончался 16 мая 2025 года в возрасте 85 лет.